# Skuggan av Emma
Skuggan av Emma (originaltitel Skyggen af Emma) är en dansk film från 1988 i regi av Søren Kragh-Jacobsen, som också skrivit manus tillsammans med Jørn O. Jensen. Den har även visats på TV4 i Sverige med titeln I skuggan av Emma. Filmen hade Sverigepremiär den 17 februari 1989.
Handlingen utspelar sig i 1930-talets Köpenhamn där 12-åriga Emma flyr från sitt kalla, rika hem och låtsas ha blivit kidnappad. Hon lär känna den svenske kloakarbetaren Malthe, och en vänskap utvecklas mellan dem. Samtidigt söker polisen efter Emma.

## Rollista i urval
| Line Kruse        | – Emma            |
| Börje Ahlstedt    | – Malthe Eliasson |
| Henrik Larsen     | – Emmas far       |
| Inge Sofie Skovbo | – Emmas mor       |